# Autoroute A 466
Die Autoroute A 466 ist eine französische Autobahn, die an der Autobahn A 6 in Les Chères beginnt und bis Quincieux zur A 46 verläuft. Sie ist eine kurze Dreiecksverbindung zwischen der nördlichen Verzweigung der A 6 und der A 46 nördlich des Großraumes Lyon und wurde am 4. Juli 2015 eröffnet.